# سرطان مهني
السرطان المهني هو سرطان تسببه المخاطر المهنية، بما في ذلك التعرض لمواد مسرطنة أثناء العمل. تم ربط العديد من السرطانات مباشرة بالمخاطر المهنية، بما في ذلك سرطان سخام المداخن، وسرطان المثانة، وسرطان الرئة، وورم المتوسطة، وغيرها. تؤثر العديد من السرطانات المهنية على أعضاء الجهاز التنفسي أو الجلد أو الكبد. يتأثر خطر إصابة الفرد بالسرطان بمجموعة من العوامل بما في ذلك العادات الشخصية مثل التدخين واستهلاك الكحول والجينات والخصائص الشخصية مثل الجنس والعرق والعمر والتعرض للمواد المسببة للسرطان في بيئة معينة وما إلى ذلك.

## المخاطر المهنية الشائعة المتعلقة بالسرطان
يرتبط التعرض المهني للمواد الكيميائية والغبار والإشعاع وبعض العمليات الصناعية بالسرطان المهني. قد يتسبب التعرض للمواد الكيميائية المسببة للسرطان (المواد المسرطنة) في حدوث طفرات تسمح للخلايا بالنمو خارج نطاق السيطرة وتسبب بذلك بداية تطور السرطان. قد تشتمل المواد المسرطنة في مكان العمل على مواد كيميائية مثل الأنيلين والكرومات، ومركبات الزرنيخ والزرنيخ غير العضوي، والبريليوم ومركباته، ومركبات الكادميوم، ومركبات النيكل.
الغبارالذي يمكن أن يتسبب في الإصابة بالسرطان يشمل غبار الجلد، والخشب، والأسبست،والأشكال البلورية للسليكا، والمواد المتطايرة من قطران الفحم الحجري، وانبعاثات فرن الكوك، وعادم الديزل(عادم/ ديزل)، ودخان التبغ البيئي. ضوء الشمس؛  غاز الرادون؛ والتعرض الصناعي أو الطبي أو غيره للإشعاع المؤينيمكن أن يسبب السرطان في مكان العمل. تشمل العمليات الصناعية المرتبطة بالسرطان إنتاج الألمنيوم. صبالحديد والفولاذ؛  والتعدينتحت الأرض مع التعرض لليورانيوم أو الرادون. كما تم تحديد المهن التي تتطلب المناوبة، كعامل خطر لبعض أشكال السرطان، وخاصة سرطان الثدي، لأنها تتدخل في الروتين اليومي.
تشمل العوامل الأخرى التي تلعب دورًا في الإصابة بالسرطان ما يلي:
- العمر والجنس والعرق.
- وجود تاريخ عائلي للإصابة بالسرطان.
- النظام الغذائي والعادات الشخصية مثل تدخين السجائر واستهلاك الكحول.
- وجود حالات طبية معينة أو علاجات طبية سابقة، بما في ذلك العلاج الكيميائي أو العلاج الإشعاعي أو بعض الأدوية المثبطة للجهاز المناعي.
- التعرض للعوامل المسببة للسرطان في البيئة (على سبيل المثال، ضوء الشمس وغاز الرادون وتلوث الهواء والعوامل المعدية).

## أمثلة
تتضمن السرطانات المهنية الشائعة ما يلي:
| السرطان               | المسبب                                                                                            | المهنة |
| --------------------- | ------------------------------------------------------------------------------------------------- | --- |
| المثانة               | بنزيدين، بيتا-نفتيل أمين، 4-أمينو ثنائي الفينيل، زرنيخ.                                           | صناعة المطاط، الجلود، الرصف/التبليط، التسقيف، الصبغ والصناعات الكيماوية، صناعة الأصباغ والطلاء، صناعة الكابلات، أعمال النسيج (الصباغة)، صناعة قطران الفحم وصناعة النفط والغاز، تنظيف المداخن،. الميكانيكيين، مصففي الشعر والحلاقين. |
| الكلية                | الكادميوم، ثلاثي كلورو الإيثيلين، مبيدات الأعشاب، نشارة الخشب.                                    | |
| الحنجرة               | الأسبستوس، نشارة الخشب، أبخرة الطلاء.                                                             | |
| ابيضاض الدم           | الفورمالديهايد والبنزين وأكسيد الإثيلين، مبيدات الآفات.                                           | تصنيع المطاط؛ تكرير النفط؛ صناعة الأحذية. |
| الكبد                 | الزرنيخ، كلوريد الفينيل، الأفلاتوكسين.                                                            | تصنيع البلاستيك. |
| الرئة                 | الرادون، التدخين السلبي، الأسبستوس، الزرنيخ والكادميوم ومركبات الكروم، عادم الديزل، خردل الكبريت. | |
| لمفوما                | بنزين 1، 3-بوتادين، أكسيد الإيثيلين ومبيدات الأعشاب ومبيدات الحشرات.                              | |
| المتوسطة              | الأسبستوس.                                                                                        | |
| الجيوب المجاورة للأنف | غاز الخردل وغبار النيكل والكروم الغبار، غبار الجلود، غبار الخشب، الراديوم.                        | |
| الجلد                 | الزرنيخ، قطران الفحم، البارافين، بعض أنواع الزيوت، ضوء الشمس.                                     | تنظيف المداخن، الوظائف الخارجية التي تؤدي إلى فرط التعرض للشمس. |

## الوقاية
يمكن الوقاية من العديد من السرطانات المهنية. يمكن أن تمنع معدات الوقاية الشخصية التعرض للمواد المسرطنة في مكان العمل. كما يجب تعليم وتثقيف العمال عن مخاطر العمل. ثبت أن تدخين التبغ يزيد من مخاطر الإصابة بالسرطان المرتبط بالعمل؛ ولذا يمكن أن يقلل تقليل التدخين أو الامتناع عنه خطر الإصابة بالسرطان.
قامت وكالات مثل إدارة الغذاء والدواء الأمريكية ووكالة حماية البيئة الأمريكية والوكالة الدولية لبحوث السرطان وإدارة السلامة والصحة المهنية بوضع معايير السلامة وحدود التعرض للمواد الكيميائية والإشعاعية.